# 中華民國陸軍步兵第二四九旅
陸軍步兵第二四九旅「龍虎部隊」，為中華民國國軍駐守於苗栗縣斗煥坪營區的陸軍部隊，配屬陸軍第六軍團指揮部。該旅平時負責國防部後備指揮部新兵及後備部隊訓練任務，戰時負有灘岸守備。

## 歷史
青年軍是抗日時期中國國民黨委員長蔣介石在大後方號召知識青年從軍，所建置的部隊，時間始自1944年8月下旬，蔣介石提出「一寸山河一寸血、十萬青年十萬軍」的口號，於當年年底成立青年軍，當時所招募的十萬軍，編成201師到209師，總共九個師。
201師於1944年12月中旬成立於四川璧山，轄下有步兵601、602、603三個團，該師的成員具大專程度者佔10%，高中程度者約佔20%，初中程度者約佔50%，教育程度之高，堪稱是當時青年軍之冠。

### 大陸時期
- 1944年12月，在四川璧山由第94師為基幹改編為「青年遠征軍第201師」，戴之奇調任青年軍201師少將師長，副師長鄒軫善，參謀長王寓農。師直屬部隊駐璧山，有通信電話排、軍士訓練隊(臨時)、衛生隊、搜索連(騎兵、摩托兵)、炮兵營(山炮、野炮，駐河邊場)、工兵營、通信兵營(有線連、無線連)、輜重兵營(騾車、汽車，為壯丁)、野戰醫院。下轄三個步兵團：601團駐虎峰場；602、603團駐銅梁縣城，每團有通信班、救護班、重機槍連、82迫擊炮連及三個步兵營、九個步兵連。總人數約13000人。
- 1946年9月，配合政府裁軍，青年軍201師與203師番號去掉「青年軍」併編為第203師，201師降編為陸軍第203師第2旅（原第201師），旅長王寓農，下轄第601團、第602團、第603團。
- 1948年3月，抽離203師改稱獨立第1旅（原建置為203師第2旅）。

### 戡亂（台灣）時期
- 1948年7月，運至臺灣鳳山接受孫立人將軍整訓，歷經一年精實訓練。
- 1948年9月，恢復「陸軍第201師」番號，編制隸屬於陸軍第八十軍之下，代號蛟蟒部隊；駐台南之第80軍轄201師、206師、340師，全師則由孫立人將軍訓練。
- 1949年8月，201師603團（團長呼之周）奉派福建馬尾血戰中國解放軍，掩護大部隊撤退來台。
- 1949年9月，201師師部與601與602團則移防金門，防守金門西部瓊林至後沙、壟口、湖尾、以迄古寧頭一帶，特別是壟口至古寧頭”東西一點紅”之間海岸，而10月24日夜間開打的古寧頭戰役即是自此開始。
- 1949年10月24日，古寧頭戰役201師為第一個接戰共軍的部隊爭取援軍登陸馳援時間立下首功，全師官兵浴血奮戰苦戰三日贏得輝煌勝利，並榮獲先總統蔣公「榮譽虎旗」乙面。
- 1952年11月，201師師部、所屬第602、603團與與陸軍第340師於臺南併編為陸軍第49師，因201師於古寧頭一役獲頒虎旗、340師代號為龍部隊，故49師又稱「龍虎部隊」，依當時規定「撤銷番號時應繳回原頒發機關」，所以將虎旗上繳。所屬第601團則被移編給中華民國陸軍第51師，為153團。
- 1954年7月，編制改隸屬於陸軍第十軍之下第49師。

### 前瞻時期
- 1959年10月1日，「鴻達演習」，反共救國軍第一總隊第四大隊及陸軍49師145、146、147團之3個42砲連進駐莒光「白犬守備隊」，由上校副師長顏家木主事。
- 1962年4月，「邁進二號」改編為三團九營制輕裝步兵師。

### 嘉禾時期
- 1969年，因「嘉禾案」改編為五營制「陸軍輕裝步兵第49師」。
- 1970年12月24日，49師駐防澎湖期間，師長林仲連呈請陸軍總部發還201師榮譽虎旗；陸軍總部於次年1月18日轉呈國防部，1月25日國防部史政局函覆陸軍總部，同意發還201師榮譽虎旗，由49師直接向國軍歷史文物館洽領。
- 1976年1月，變更番號為步兵第56師，隸屬於陸軍第七軍之下。
- 1976年8月16日，變更番號為「陸軍步兵第249師」輕裝師，駐紮臺北林口，亦稱林口師，隸屬於陸軍第五十八軍之下。
- 1977年1月，國防部同意三軍曾獲頒榮譽旗的6個部隊，因原有榮譽旗陳舊破損，以獲頒時番號(陸軍第118、201、9師；海軍沱江艦、陸戰隊登陸運輸車營；空軍第五聯隊)重製換發。因此番號改成249師。
- 1978年3月24日，「同安演習」，第249師接替第109師防務駐防馬祖莒光。
- 1980年1月18日，「鎮江演習」，第210師接替第249師防務駐防馬祖莒光。

### 陸精時期
- 1982年3月，210師再與249師換防，由馬祖莒光返台為花東師（花指部隊史館中那本201師師史，是249師民國71年3月移防馬祖莒光時，帶走了榮譽虎旗卻忘了帶走師史）。
- 1983年8月，「陸鵬三號」駐防馬祖莒光的 249師與台灣花蓮的210師相互換防，番號也對調，所以210師部隊到馬祖後番號成為249師。
- 1984年4月16日，「陸精四號」陸軍步兵師大重組，249師分為三個階段改編，先於馬祖莒光裁減1個步兵營，改編為「陸軍步兵第249師兼莒光地區指揮部」並使用雙銜，代號為「莒光部隊」。
- 1984年9月16日，249師番號回台灣另組機械化師，部隊不動，原地整編成「莒光地區指揮部」，原駐南竿之步三營移防東莒與步五營合併，番號仍為步三營。
- 1984年10月16日，249師師長及師部基幹人員攜師旗、隊史及關防印信返台（光榮的榮譽虎旗留在莒光），先與257師併編為步兵第249師。
- 1984年12月16日，再與151師及戰車704群編成「陸軍機械化第249師」。
- 1990年，輕裝249師改編成機械化步兵師。
- 1991年10月10日，參與1991年國慶閱兵（代號：華統演習），也是中華民國目前為止最後一次大規模的傳統分列式閱兵(如舉槍、踢正步等)，也是最後一次以"閱兵"之名的國慶展演。
- 1998年，番號恢復為2位數，249師改回49師。

### 精實時期
- 2000年，因「精實案」於台北林口改編成「陸軍第49師」指揮機構。

### 精進（精粹）時期
- 2007年7月1日，「陸軍第49師」因精進案正式裁撤。

### 聯合兵種時期
- 2023年1月1日，因應國防部提升後備戰力強化國防能量之政策，正式復編「陸軍步兵第249旅」，號名「龍虎部隊」，駐地於苗栗斗煥坪營區[3][4]。

## 編制

### 指揮管轄
- 旅長 一位 上校
- 副旅長 一位 上校
- 參謀主任 一位 上校
- 政戰主任 一位 上校
- 監察官 一位 少校
- 保防官 一位 少校
- 心輔官 一位 上尉
- 士官督導長 一位 士官長

#### 直屬單位
- 旅部連
- 通信連

#### 下轄單位
- 步兵第一營（戰鬥支援連＋步兵連×3＋火力連）
- 步兵第二營（戰鬥支援連＋步兵連×3＋火力連）
- 步兵第三營（戰鬥支援連＋步兵連×3＋火力連）
- 步兵第四營（戰鬥支援連＋步兵連×3＋火力連）
- 步兵第五營（戰鬥支援連＋步兵連×3＋火力連）
- 砲兵營（戰鬥支援連＋砲兵連×3）

## 歷任指揮官

### 201師
| 指揮官 | 指揮官 | 指揮官                       | 指揮官                                       | 指揮官 |
| 歷任   | 姓名   | 任期時間                     | 備註                                         |        |
| ------ | ------ | ---------------------------- | -------------------------------------------- | ------ |
| 首任   | 戴之奇 | 1944年12月16日–1945年8月     | 黃埔軍校第4期步兵科（黃埔軍校潮州分校第2期） |        |
|        | 宋賀   | 1945年8月-1945年10月         |                                              |        |
|        | 潘華國 | 1945年10月–1946年9月         | 黃埔軍校第5期政治科                          |        |
|        | 王寓農 | 1946年9月-1947年12月22日     | 黃埔軍校第7期砲兵科                          |        |
|        | 趙德樹 | 1947年12月22日-1948年6月11日 | 日本陸軍士官學校第25期步兵科                 |        |
|        | 彭戰存 | 1948年6月11日-1949年2月      | 黃埔軍校第4期步兵科                          |        |
|        | 鄭果   | 1949年2月–1950年6月21日      | 黃埔軍校第6期工兵科                          |        |
|        | 閔銘厚 | 1950年6月21日–1951年1月24日  | 黃埔軍校第4期工兵科                          |        |
|        | 周建磐 | 1951年1月24日-1952年11月29日 | 黃埔軍校第7期                                |        |

### 步兵第49師
| 指揮官 | 指揮官 | 指揮官                       | 指揮官                                      | 指揮官 |
| 歷任   | 姓名   | 任期時間                     | 備註                                        |        |
| ------ | ------ | ---------------------------- | ------------------------------------------- | ------ |
| 首任   | 周建磐 | 1952年11月29日–1955年4月28日 | 黃埔軍校第7期                               |        |
|        | 張光智 | 1955年4月28日–1957年3月14日  | 黃埔軍校第7期砲兵科                         |        |
|        | 黃煜軒 | 1957年3月14日–1957年9月26日  | 黃埔軍校第14期砲兵科（成都中央軍校第14期）  |        |
|        | 豪章   | 1957年9月26日–1959年11月     | 黃埔軍校第12期習步兵科                      |        |
|        | 鄒 凱  | 1959年11月-1960年2月         | 黃埔軍校第11期砲兵科                        |        |
|        | 傅伊仁 | 1960年2月-1961年5月          | 黃埔軍校第12期砲兵科                        |        |
|        | 鍾棫祥 | 1961年5月-1962年12月         | 黃埔軍校第14期步兵科（中央軍校特6期步兵科） |        |
|        | 李自宽 | 1962年12月-1965年2月         | 黃埔軍校第11期步兵科（昆明中央軍校第11期）  |        |
|        | 汪起敬 | 1965年2月-1966年12月         | 黃埔軍校第10期步兵科                        |        |
|        | 梁 筠  | 1966年12月-1969年2月         | 黃埔軍校第14期步兵科（成都中央軍校第14期）  |        |
|        | 何培棕 | 1969年2月-1970年7月          | 黃埔軍校第16期步兵科                        |        |
|        | 林仲連 | 1970年7月-1972年11月         | 黃埔軍校第16期步兵科（成都中央軍校第16期）  |        |
|        | 丁祖培 | 1972年11月-1975年2月         | 步兵科                                      |        |
|        | 陳文俊 | 1975年2月-1976年8月          | 黃埔軍校第19期                              |        |

### 步兵第249師
| 指揮官 | 指揮官 | 指揮官                       | 指揮官                 | 指揮官 |
| 歷任   | 姓名   | 任期時間                     | 備註                   |        |
| ------ | ------ | ---------------------------- | ---------------------- | ------ |
| 首任   | 陳文俊 | 1976年8月–1977年1月20日      | 黃埔軍校第19期         |        |
|        | 王易謙 | 1977年1月20日-1979年6月28日  | 陸軍官校第23期         |        |
|        | 劉鳳訑 | 1979年6月28日-1981年8月20日  |                        |        |
|        | 張昭然 | 1981年8月20日-1983年8月4日   | 陸軍官校第24期步兵科   |        |
|        | 王樹基 | 1983年8月4日-1985年1月17日   | 陸軍官校第28期步兵科   |        |
|        | 侯新宅 | 1985年1月17日-1987年2月5日   | 陸軍官校第25期裝甲兵科 |        |
|        | 楊德智 | 1987年2月5日- 1989年2月16日  | 陸軍官校第33期裝甲兵科 |        |
|        | 汪國禎 | 1989年2月16日- 1990年5月31日 | 陸軍官校第34期裝甲兵科 |        |
|        | 田培駒 | 1990年5月31日- 1991年2月     | 陸軍官校第35期裝甲兵科 |        |
|        | 黃炳麟 | 1991年3月-1993年3月          | 陸軍官校第40期砲兵科   |        |
|        | 胡鎮埔 | 1993年4月- 1994年12月        | 陸軍官校第40期裝甲兵科 |        |
|        | 朱統順 | 1995年1月- 1996年12月        |                        |        |
|        | 朱善權 | 1997年1月- 1998年12月        | 陸軍官校第42期裝甲兵科 |        |
|        | 牟崇德 | 1999年1月-2000年8月          | 陸軍官校第43期         |        |

### 第49師指揮機構
| 指揮官 | 指揮官 | 指揮官   | 指揮官               | 指揮官 |
| 歷任   | 姓名   | 任期時間 | 備註                 |        |
| ------ | ------ | -------- | -------------------- | ------ |
| 首任   | 嚴德發 |          | 陸軍官校第44期裝甲科 |        |
|        |        |          |                      |        |
|        |        |          |                      |        |
|        |        |          |                      |        |
|        |        |          |                      |        |

### 陸軍步兵第249旅旅長
| 旅長   | 旅長   | 旅長               | 旅長                   | 旅長 |
| 歷任   | 姓名   | 任期時間           | 備註                   |      |
| ------ | ------ | ------------------ | ---------------------- | ---- |
| 首任   | 許文聰 | 2022/11/1-2025/1/1 | 陸軍官校87年班步兵官科 |      |
| 第二任 | 魏弘勳 | 2025/1/1-迄今      | 步兵官科               |      |

## 部隊隊歌
青年從軍日寇降　金馬揚威匪膽喪

元首賜殊榮　國史把名揚　龍虎部隊戰力強

台澎練精兵　金馬歷戰場　龍虎部隊百煉鋼

忠誠踏實彪悍　是我們團隊精神

光復大陸國土　是我們奮鬥方向

橫逆衝擊我不驚　前途艱險要自強

我們決心如鋼鐵　我們意志多昂揚

救同胞　滅匪黨　旗開得勝慶重光

## 隊徽含義
「龍虎部隊」隊徽中，龍與虎象徵延續機械化師驍勁敏捷的精神，也意味著龍虎部隊保家衛國，捍衛國土及守護中華民國的精神，另也意謂著龍虎部隊本著承先啟後與繼往開來的精神，將革命先烈拋頭顱、灑熱血的壯志，貫徹始終。
「盾牌」外型代表團結鞏固、精實戰力之意，虎與龍的部分，「虎圖」係陸軍第201師於古寧頭戰役戰功優異，獲贈榮譽虎旗乙面；「龍圖」係原陸軍第340師之隊徽。該旅前身係由兩師於民國41年併編之陸軍第49師，遂以「龍虎」為其隊徽及部隊別名，龍與虎象徵驍勁敏捷的精神，與龍虎部隊保家衛國的精神。